# Il morbidone
Il morbidone è un film del 1965, diretto da Massimo Franciosa.

## Trama
Giovanni, il giorno prima della vigilia delle nozze, viene lasciato da Laura, con la quale aveva vissuto un fidanzamento importante, che poi non si farà più trovare mettendosi con un altro. In precedenza aveva vissuto un'altra lunga storia con Irene, la quale poi sposa l'architetto Ettore ma tornerà sovente a cercarlo. Uomo pigro e indolente, affascinante e pieno di fantasia, ha evitato di prestare servizio militare e qualsiasi tipo di lavoro, facendosi viziare e coccolare da Antonia, la sua anziana governante.
I genitori, dopo due tentativi falliti, lo vorrebbero sistemato, ma Giovanni preferisce frequentare suo zio Marco, proprietario di una ditta di prodotti alimentari, attraverso il quale conosce Daniela, la bionda segretaria; quindi il padre decide di dividere in due l'appartamento e destinarne una parte, affittandola, a Valeria, che la trasforma in una casa di mode. Ben presto anche quest'ultima viene sedotta da Giovanni, il quale stavolta ha una diversa reazione: si mette a lavorare nell'azienda cercando di impegnarsi a ritmi sempre più frenetici, mentre Antonia viene condotta da Valeria in una casa di riposo. Quando Giovanni scopre che lo zio è morto d'infarto, ne eredita la direzione in azienda ma, nuovamente stressato, si fa ricoverare in una clinica per fare la cura del sonno.
Valeria parte per Parigi con l'intenzione di presentare una sua importante collezione, ma all'aeroporto viene bloccata al check-in e informata dell'annullamento della sfilata a causa di un imbroglio: le ordinazioni vengono rigettate e la casa di moda fallisce. Giovanni si dimette dalla direzione della ditta, Antonia fugge dalla casa di riposo e rientra con due sue amiche anziane nell'appartamento riunificato, dove dormiranno in una stanza singola su di un letto a castello con tre piani. Giovanni potrà così continuare a incontrare Irene durante le assenze per lavoro del marito.

## Distribuzione
In Italia il film ebbe il visto di censura n. 45.628 del 7 settembre 1965 e uscì il 1º ottobre del 1965 con il divieto ai minori di 18 anni: nel 2008, con la revisione, il film divenne visibile per tutti. In Francia venne distribuito nel febbraio del 1966 con il titolo L'amant paresseux.